# Rosaria Désirée Klain
Rosaria Désirée Klain (Napoli, 23 maggio 1973) è una giornalista e direttrice artistica italiana.
Nata a Secondigliano, a 16 anni inizia a collaborare con diverse testate giornalistiche (la Repubblica, Il Giorno, L'Indipendente, Cuore, il Secolo d'Italia, il Giornale di Napoli, Ultimissime), fino ad approdare nel 1996 al quotidiano Il Roma in qualità di caporedattrice del settore spettacoli. Giornalista professionista dal 2002 quando si trasferisce al Corriere del Mezzogiorno e per il quale scrive come critica cinematografica.
Fonda l’associazione culturale Periferie del Mondo - Periferia Immaginaria che dà il nome alle cinque edizioni dell'omonimo festival dedicato alla cultura audio-visiva marginale ed emergente nel quartiere ghetto di Scampia. Nel 2006, in occasione della III edizione, Roberto Saviano presenta in anteprima il romanzo Gomorra .
Nel 2014 cura l’ideazione e la direzione artistica della mostra I Miserabili, concept fotografico con la collaborazione di Giuliana Ippolito e Stefano Renna al Museo d'arte contemporanea Donnaregina (MADRE)
Dal 2015 è l’ideatrice e direttrice artistica di "Imbavagliati", il primo festival internazionale di giornalismo civile, per il quale viene insignita del premio "Paolo Giuntella alla libertà d’informazione".
Dal 2016 è la responsabile per la Campania di Articolo 21, liberi di....